# Cephalotrichum stemonitis
Cephalotrichum stemonitis är en svampart som först beskrevs av Christiaan Hendrik Persoon, och fick sitt nu gällande namn av Christian Gottfried Daniel Nees von Esenbeck 1809. Cephalotrichum stemonitis ingår i släktet Cephalotrichum och familjen Microascaceae.   Inga underarter finns listade i Catalogue of Life.